# Van Rossem (geslacht)

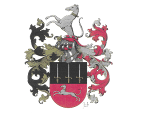
Het wapen van het geslacht Van Rossem

Van Rossem (met takken genaamd Van Rossum en Vermeulen) is een Nederlandse familie die is opgenomen in het genealogisch naslagwerk, een boekenreeks die de naam Nederland's Patriciaat draagt. 
Het geslacht Van Rossum is afkomstig uit de Betuwe. De oudst bekende stamvader is Rijk Corneliss, gegoed in Zelden en De Haar. Zijn zoon trouwde met Cecilia Jansdochter van Rossum. Cornelis en Cecilia (ook Lijda, Lya of Elia genoemd) bewoonden De Laak te Asch, dat daarvoor werd bewoond door de ouders van Cecilia, Adriaan van Rossum en Adriana. De Van Rossums vervulden diverse kerkelijke en bestuurlijke functies in de Betuwe in de 17e, 18e en 19e eeuw, zoals armmeester, buurmeester, kerkmeester, ouderling en diaken.
Nazaten van deze familie waren onder andere (mede)oprichter van:
- J. & A.C. van Rossem Koninklijke Tabaksfabriek
- Pakhuismeesteren
- van Rossum van Oordt & Co.
- N.V. Rotterdamsche Hypotheekbank.

## Enkele telgen
- prof. dr. ir. Arnold van Rossem (1887-1982), hoogleraar Technische Hogeschool Delft en directeur Rubberinstituut TNO
  - Gerard van Rossem (1919-1990), entomoloog en kunstschilder
    - prof. dr. Maarten van Rossem (1943), bijzonder hoogleraar, historicus, presentator en schrijver
    - Sis van Rossem (1945-2022), kunsthistorica, columniste en presentatrice
    - prof. dr. Vincent van Rossem (1950), hoogleraar aan de Universiteit van Amsterdam en stedenbouwkundige.

### Andere telgen
- prof. dr. Adriaan Joseph van Rossem (1892-1949), hoogleraar, ornitholoog
- dr. Cornelis van Rossem (1879-1943), directeur scheikundig laboratorium Departement van Landbouw, Nijverheid en Handel.